# Centropus viridis
El cucal filipino o cucal malayo (Centropus viridis) es una especie de ave cuculiforme de la familia Cuculidae endémica de las Filipinas.